# Kruševo (gmina Gusinje)
Kruševo (cyr. Крушево) – wieś w Czarnogórze, w gminie Gusinje. W 2011 roku liczyła 335 mieszkańców.